# Odontoretha featheri
Odontoretha featheri är en fjärilsart som beskrevs av George Francis Hampson 1916. Odontoretha featheri ingår i släktet Odontoretha och familjen nattflyn. Inga underarter finns listade i Catalogue of Life.